# Shamisen
De shamisen of samisen (三味線, shamisen), ook wel sangen, is een traditioneel Japans snaarinstrument, met drie snaren dat uit de zestiende eeuw stamt.

## Naam
De shamisen wordt bespeeld met een soort plectrum dat bachi heet. Het instrument heet in Japan tegenwoordig meestal shamisen, maar in het Westen en in de literatuur uit de Edoperiode heet het instrument vaak samisen.

## Kenmerken
Het instrument is door zijn constructie enigszins vergelijkbaar met een banjo. De brug is bij dit instrument op een vel geplaatst. Vroeger werden hier kattenhuiden voor gebruikt, maar ook wel een speciaal soort papier. Tegenwoordig worden ook wel kunststof vellen gebruikt. De nek van het instrument heeft geen frets.
Een speciale shamisen, met een dikkere steel en een zwaardere klank, wordt gebruikt in de bunraku, een Japanse theatervorm.